# Just Tell Me What You Want
Just Tell Me What You Want is een Amerikaanse filmkomedie uit 1980 onder regie van Sidney Lumet.

## Verhaal
Max Herschel is een succesvolle televisieproducent. Hij is gelukkig getrouwd, maar hij heeft ook een minnares. Zijn maîtresse Bones Burton heeft er schoon genoeg van dat Max hun relatie niet serieus neemt. Ze wil met hem breken, maar eerst wil ze dat hij voor haar de verlaten studio's van International Pictures opkoopt. Max hoort echter dat Bones wil trouwen met een jonge auteur.

## Rolverdeling
| Acteur                  | Personage        |
| ----------------------- | ---------------- |
| Ali MacGraw             | Bones Burton     |
| Alan King               | Max Herschel     |
| Myrna Loy               | Stella Liberti   |
| Keenan Wynn             | Seymour Berger   |
| Tony Roberts            | Mike Berger      |
| Peter Weller            | Steven Routledge |
| Sara Truslow            | Cathy            |
| Judy Kaye               | Baby             |
| Dina Merrill            | Connie Herschel  |
| Joseph Maher            | Dr. Coleson      |
| John Walter Davis       | Stan             |
| Annabel Lukins          | New Baby         |
| Jeffrey Anderson-Gunter | Teddy            |
| Michael Gross           | Lothar           |
| Joseph Leon             | Julie Raskin     |